# معهد الهيكل
معهد الهيكل، والمعروف بالعبرية باسم ماخون همكداش (بالعبرية: מכון המקדש)، هي منظمة في إسرائيل تركز على مسعى إقامة الهيكل الثالث. أما أهداف المعهد طويلة الأجل فهي بناء المعبد اليهودي الثالث على جبل الهيكل (مكان الحرم القدسي الشريف)، في الموقع الذي تشغله حاليا قبة الصخرة، وإعادة طقوس القربان اليهودية. ويطمح المعهد إلى الوصول إلى هذا الهدف من خلال دراسة بناء الهيكل ودراسة الطقوس ومن خلال بناء آثار المعبد والملابس، ووضع خطط البناء الملائمة ليتم تنفيذها فورا متى سمحت الظروف بإعادة إعمار المكان.  يدير المعهد متحفا في الحي اليهودي في البلدة القديمة في القدس.  تم تأسيسه من قبل الحاخام يسرائيل أرييل والذي يرأسه حاليا.  المدير العام الحالي هو دوفيد شفارتز، ويرأس الإدارة الدولية الحاخام حاييم ريتشمان. قام الملياردير في نيويورك هنري سويكا بدعم المعهد.  كما قدمت الحكومة الإسرائيلية التمويل للمعهد.